# Justus-Garten-Brücke

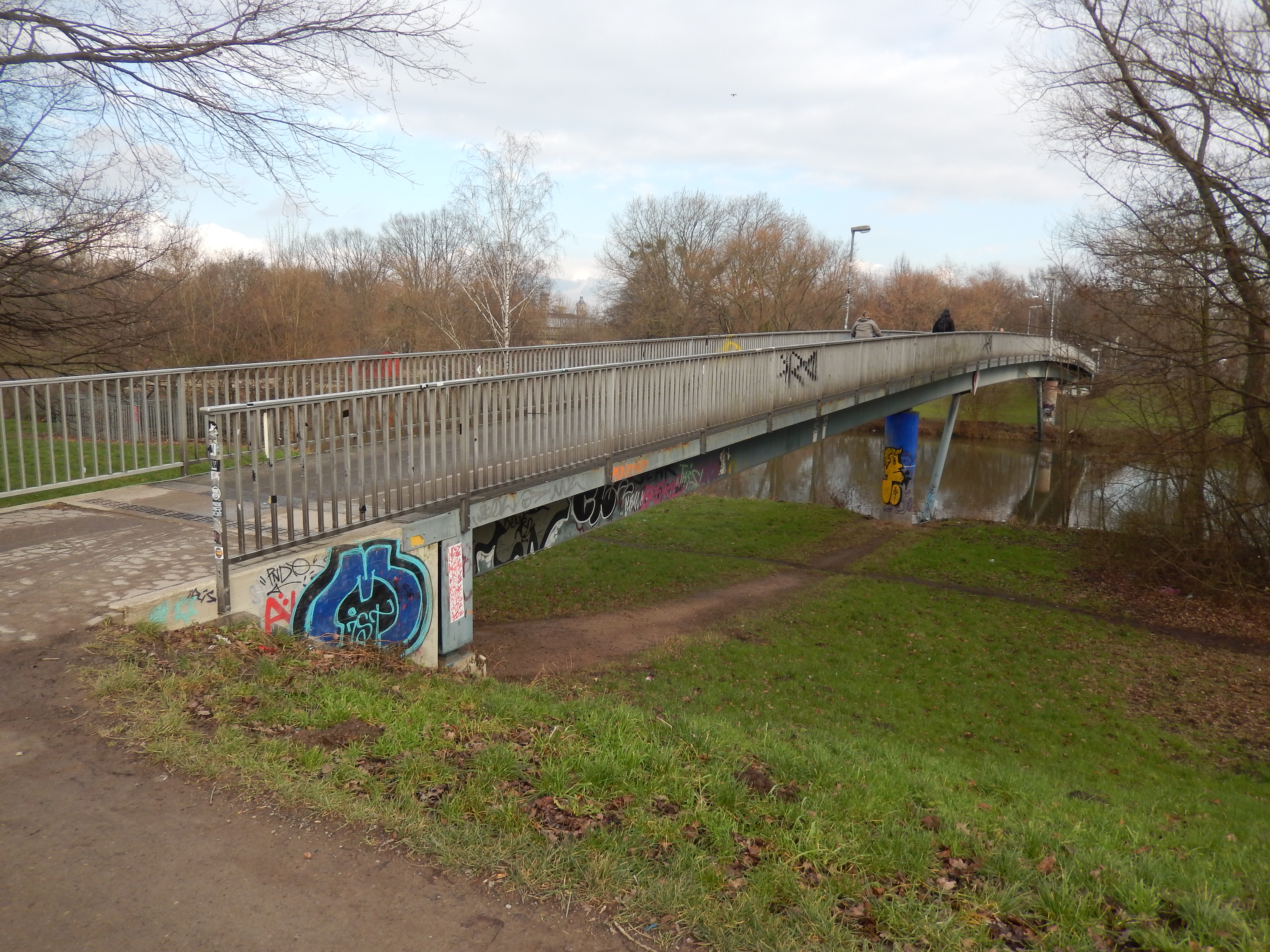
Die Justus-Garten-Brücke über die Ihme

Die Justus-Garten-Brücke ist eine Fahrrad- und Fußgängerbrücke über die Ihme nahe dem Zusammenfluss mit der Leine in Hannover. Die schlanke Stahlträgerbrücke verbindet seit 1980 die hannoverschen Stadtteile Calenberger Neustadt und Linden-Nord. Sie ermöglicht eine Flussquerung an Stelle eines früheren Fährbetriebs. Ihren Namen erhielt sie nach dem um 1900  wenige Meter flussabwärts gelegenen Ausflugslokal „Justus Garten“. Neben der Brücke liegt das Veranstaltungsgelände des Fährmannsfest Hannover.